# Heimstaden
Heimstaden AB, kan även kallas Heimstadenkoncernen, är ett svenskt fastighetsbolag. Det är näst störst i Europa och störst i Sverige och förvaltar över 155 000 hyresbostäder, varav 45 000 i Sverige, till ett fastighetsvärde om cirka 340 miljarder kronor i tio länder; Sverige, Norge, Danmark, Finland, Holland, Island, Polen, Storbritannien, Tjeckien och Tyskland.   
Bolaget grundades 1998 i Malmö och ägs idag (2022) av den norske finansmannen Ivar Tollefsen, via det norska bolaget Fredensborg AS. Huvudkontoret ligger i Malmö och bolaget sysselsätter cirka 1 700 anställda (år 2022).. Bolaget har gjort omfattande fastighetsköp under tiden då räntorna var låga och har i maj 2023 skulder på 200 miljarder kr och försöker få bukt med fördubblade räntekostnader.[källa behövs]

## Heimstadens historia
Bolaget Heimstaden – namnet är dialektal norska för ”hembygden” – bildades 1998 av norska investerare. Merparten av fastighetsbeståndet utgjordes inledningsvis av Wallenstams tidigare hyresfastigheter i Malmö.
År 2003 köpte Reiten & co AS, en av Norges större profilerade Private Equity företag, Heimstaden från grundarna. Reiten arbetade med att utveckla organisationen men hade ett kortsiktigt perspektiv på sitt ägande. 
År 2005 sålde man verksamheten till Fredensborg Eiendomsselskap, Norges största privatägda fastighetsföretag inriktat på bostäder. I och med detta hamnade ägandet hos den norske finansmannen Ivar Tollefsen. Bolaget äger företrädesvis bostadsfastigheter i Öresundsregionen, Stockholm/Mälardalen samt i Småland/Blekinge. Årsredovisningen för 2007 anger att ytterligare expansion förväntas ske på dessa platser och i ett antal svenska expansiva universitets- och högskoleorter.

## Tidslinje
Heimstadens historia förknippas primärt med förvaltning, men tillväxt och även nybyggnation är faktorer som betyder mycket för företaget. Nedan följer några milstolpar i Heimstadens historia.
- 1919: Heimstadens nuvarande moderbolag Fredensborg AS grundades.
- 1998: Heimstaden Fastigheter i Sverige AB grundades och bostadsbestånd i Malmö förvärvades.
- 1999: Vidare expansion skedde i Malmö.
- 2001: Förvaltningen lades i egen regi.
- 2003: Heimstaden köptes av Reiten & co AS.
- 2005: Ivar Tollefsen tog över företaget[7].
- 2006: Heimstadens expansion i Stockholm/Mälardalen påbörjades.

## Verksamhet och organisation
Heimstaden hade vid årsskiftet 2007/2008 93 anställda, varav 75 arbetader med kundnära arbetsuppgifter. Vid första kvartalets slut 2008 hade bolaget cirka 13 000 bostadslägenheter och bolaget fortsatte att expandera.
Företaget har de senaste åren expanderat företrädesvis i storstadsregioner och där i dess centrala delar. Företagets fokus ligger på hyresfastigheter för bostadsändamål, varför endast 15 procent av beståndet utgörs av kommersiella lokaler. Vid nyförvärv prioriteras fastigheter med gott tekniskt skick och all kärnverksamhet med kundkontakt sker med egen personal.
Flera av företagets uppköp av fastigheter har kritiserats, bland annat uppköp i Berlin hösten 2020.